# Mallikarjunapura, Mundargi
Mallikarjunapura là một làng thuộc tehsil Mundargi, huyện Gadag, bang Karnataka, Ấn Độ.